# グリエルモ・マルコーニ (サウロ級潜水艦)
グリエルモ・マルコーニ（イタリア語：Guglielmo Marconi, S 521）は、イタリア海軍のサウロ級潜水艦4番艦でサウロ級第2シリーズに分類される。艦名はグリエルモ・マルコーニに由来する。

## 艦歴
「グリエルモ・マルコーニ」は、イタルカンティエリモンファルコーネ造船所で建造され1979年10月23日に起工、1980年9月20日に進水、1982年9月11日に就役する。
1990年代前半期に近代化改修工事を受け、電池、補機の一部更新と、居住区の改良が行なわれた。
2003年10月1日に退役する。